# Liste der Einträge im National Register of Historic Places im Caldwell County (Texas)
Die Liste der Registered Historic Places im Caldwell County führt alle Bauwerke und historischen Stätten im texanischen Caldwell County auf, die in das National Register of Historic Places aufgenommen wurden.

## Aktuelle Einträge
| Lfd. Nr. | Name im NRHP                                 | Bild | Datum der Eintragung | Adresse/Lage                              | Ort      | NRHP-ID  | Beschreibung |
| -------- | -------------------------------------------- | ---- | -------------------- | ----------------------------------------- | -------- | -------- | ------------ |
| 1        | Caldwell County Courthouse Historic District |      | 3. Jan. 1978         | Courthouse Sq. and environs               | Lockhart | 78002902 |              |
| 2        | Emmanuel Episcopal Church                    |      | 5. Juni 1974         | SE corner of N. Church and Walnut Sts.    | Lockhart | 74002065 |              |
| 3        | Lockhart Vocational High School              |      | 19. Nov. 1998        | 1104 E. Market St.                        | Lockhart | 98001416 |              |
| 4        | M. A. Withers House                          |      | 27. Aug. 1976        | W of Lockhart on Borchert Loop Rd.        | Lockhart | 76002013 |              |
| 5        | State Highway 3-A Bridge at Plum Creek       |      | 10. Okt. 1996        | US 90--US 183, .5 mi. W of jct. with I-10 | Luling   | 96001107 |              |